# Кііні Ібура Салаам
Кііні Ібура Салаам (англ. Kiini Ibura Salaam; нар. 1973, Новий Орлеан) — письменниця, авторка наукової фантастики, есеїстка та художниця. Лауреатка Меморіальної премії Джеймса Тіптрі-молодшого за 2012 рік за збірку оповідань «Давнина, давнина».
Кііні є дочкою письменника та активіста Каламу я Салаама.

### Збірки оповідань
- «Давнина, давнина» (англ. «Ancient, Ancient»; Aqueduct Press, 2012)[4]
- «Коли світ зранений» (англ. «When the World Wounds»; Third Man Books, 2016)[5]

### Антології та есеї
- «Темна матерія» (англ. «Dark Matter»)
- «Темна матерія II: Читаючи кістки» (англ. «Dark Matter II: Reading the Bones»)
- «Моджо: Чаклунські історії» (англ. «Mojo: Conjure Stories»)
- «Колонізуй це!: Молоді небілі жінки у сьогоднішньому фемінізмі» (англ. «Colonize This!: Young Women of Color on Today's Feminism»)
- «Найкраща еротика від темношкірих жінок 2» (англ. «Best Black Women's Erotica 2»)

## Нагороди
- 2012: Меморіальна премія Джеймса Тіптрі-молодшого за збірку оповідань «Давнина, давнина»[1][2].